# ألين أدهم
ألين أدهم (بالإنجليزية: Allen Adham)‏ هو مطور ألعاب فيديو ‏ أمريكي، ولد في القرن العشرين.